# Rianápolis
Rianápolis is een gemeente in de Braziliaanse deelstaat Goiás. De gemeente telt 4.256 inwoners (schatting 2009).

## Aangrenzende gemeenten
De gemeente grenst aan Jaraguá, Rialma, Santa Isabel en Uruana.